# Eleição para governador de Nova Hampshire em 2008
A eleição para governador do estado americano do Nova Hampshire em 2008  aconteceu no dia 4 de novembro de 2008. O atual governador John Lynch ganhou o seu terceiro mandato com uma vitória esmagadora sobre o adversário republicano Joseph Kenney.
| Eleição para governador de Nova Hampshire de 2008 | Eleição para governador de Nova Hampshire de 2008 | Eleição para governador de Nova Hampshire de 2008 | Eleição para governador de Nova Hampshire de 2008 | Eleição para governador de Nova Hampshire de 2008 | Eleição para governador de Nova Hampshire de 2008 | Eleição para governador de Nova Hampshire de 2008 |
| Partido                                           | Partido                                           | Candidato                                         | Votos                                             | %                                                 | ±%                                                |                                                   |
| ------------------------------------------------- | ------------------------------------------------- | ------------------------------------------------- | ------------------------------------------------- | ------------------------------------------------- | ------------------------------------------------- | ------------------------------------------------- |
|                                                   | Democrata                                         | John Lynch (incumbente)                           | 477.254                                           | 69,8%                                             | -3,7%                                             |                                                   |
|                                                   | Republicano                                       | Joseph Kenney                                     | 190.590                                           | 27,9%                                             | +1,4%                                             |                                                   |
|                                                   | Libertário                                        | Susan Newell                                      | 14.987                                            | 2,2%                                              | +2,2%                                             |                                                   |